# Enith Brigitha
Enith Brigitha   (Willemstad, 15 d'abril de 1955) és una nedadora neerlandesa que va competir durant la dècada de 1970.
El 1972 va prendre part en els Jocs Olímpics d'Estiu de Munic, on va disputar cinc proves del programa de natació. Fou cinquena en els 4x100 metres lliures i 4x100 metres estils, sisena en els 100 i 200 metres esquena i vuitena en els 100 metres lliures. Quatre anys més tard, als Jocs de Montreal, va tornar a disputar cinc proves del programa de natació. En els 100 i 200 metres lliures guanyà la medalla de bronze, mentre en els 4x100 metres lliures fou quarta i en els 4x100 metres estils cinquena.
Va ser la primera atleta negra a guanyar una medalla de natació als Jocs Olímpics. En els 100 metres lliures finalitzà rere dues nedadores de la República Democràtica Alemanya, Kornelia Ender i Petra Priemer, un país que s'ha demostrat que practicà el dopatge sistemàtic dels seus esportistes en els Jocs Olímpics de Montreal de 1976. Per aquest motiu diversos esportistes han demanat que Brigitha rebi oficialment l'or en els 100 metres lliures i la plata en els 200 metres lliures. Brigitha ha dit que es considera la guanyadora de la medalla d'or.
En el seu palmarès també destaquen cinc medalles en el Campionat del Món de natació, una de plata i quatre de bronze, entre el 1973 i 1975, així com set medalles en el Campionat d'Europa de natació, quatre de plata i tres de bronze, entre el 1974 i 1977. Entre 1973 i 1979 va aconseguir 21 títols neerlandesos, en estil lliure, esquena, estils i papallona.
Una vegada retirada va passar a exercir d'entrenadora de natació.